# GW170817
GW170817是雷射干涉重力波天文台（LIGO）和室女座干涉儀（VIRGO）在2017年8月17日觀測到的引力波事件，其出自於兩個中子星併合在一起。在此之前觀測到的幾次引力波事件都是出自於兩個黑洞併合。學者認為，不會觀測到關於黑洞併合的任何相關的電磁波信號。這次中子星併合事件的後續電磁現象也被很多種不同波段的望遠鏡觀測到，這標誌著多信使天文學的新紀元已經來臨。
對於這一次併合事件，至少有三種不同的觀測方法分別見證到不同的現象：
- 引力波信號持續長達100秒，顯示出兩個中子星併合所展現出的強度與頻率。通過三角測量與數據分析，從引力波抵達LIGO汉福德、LIGO利文斯頓與VIRGO這三個探測器位置在時間方面的延遲，可以準確地給出波源的大致角度方向。[7]
- 費米伽瑪射線空間望遠鏡（Fermi）與國際伽瑪射線天體物理實驗室（INTEGRAL）也偵測到短暫的伽瑪射線暴「GRB_170817A」，其發生在併合事件後的1.7秒時刻。這些探測器對於定位的靈敏度很有限，[c]然而，它們給出的空間方向範圍與引力波探測器給出的方向範圍相互重疊，兩個事件之間相隔短暫的1.7秒，因此學者估計，這兩個事件GW170817與GW170817R，幾乎同時間與同位置被觀測到的概率為5.0×10-8。[9][10]:第3節
- 約11小時之後，位於智利拉斯坎帕纳斯天文台的斯沃普望遠鏡，在先前LIGO和VIRGO給出的引力波源區域，發現光學瞬變天文事件「AT 2017gfo」，其位於長蛇座的星系NGC 4993。在後來的幾天與幾周，又有多個望遠鏡分別利用射線、紅外線、光學、X射線波段追蹤這併合事件的餘輝，並且顯示出中子星併合的拋射物質所應具有的特性。[9][11][12]

## 宣告
此一事件於2017年10月16日正式在美國的華盛頓特區和德國的加興宣佈。
這份訊息最早是由德州大學奧斯丁分校的天文學家克雷格·惠勒（J. Craig Wheeler）於8月18日在推特發佈：“LIGO惊人新发现，引力波源伴有光学对应体。超乎想象！”他後來又刪除了這份訊息，並對以非正式途径公布資訊的行為表示道歉。後來，有些人追查這傳言，他們報告，在幾個主要望遠鏡的公開紀錄裡，各個觀測項目的先後順序曾被暫停執行，以便排出時段優先觀測橢圓星系NGC 4993，其位於長蛇座，距離地球約40 Mpc（130 Mly），是至今為止（2018年），離地球最近的一次引力波偵測事件。參與的幾個機構早先拒絕對此傳言做說明，只公告聲明有幾個探測器發現異常的現象需要分析，直至2017年10月16日才發表了官方聲明。

## 偵獲引力波

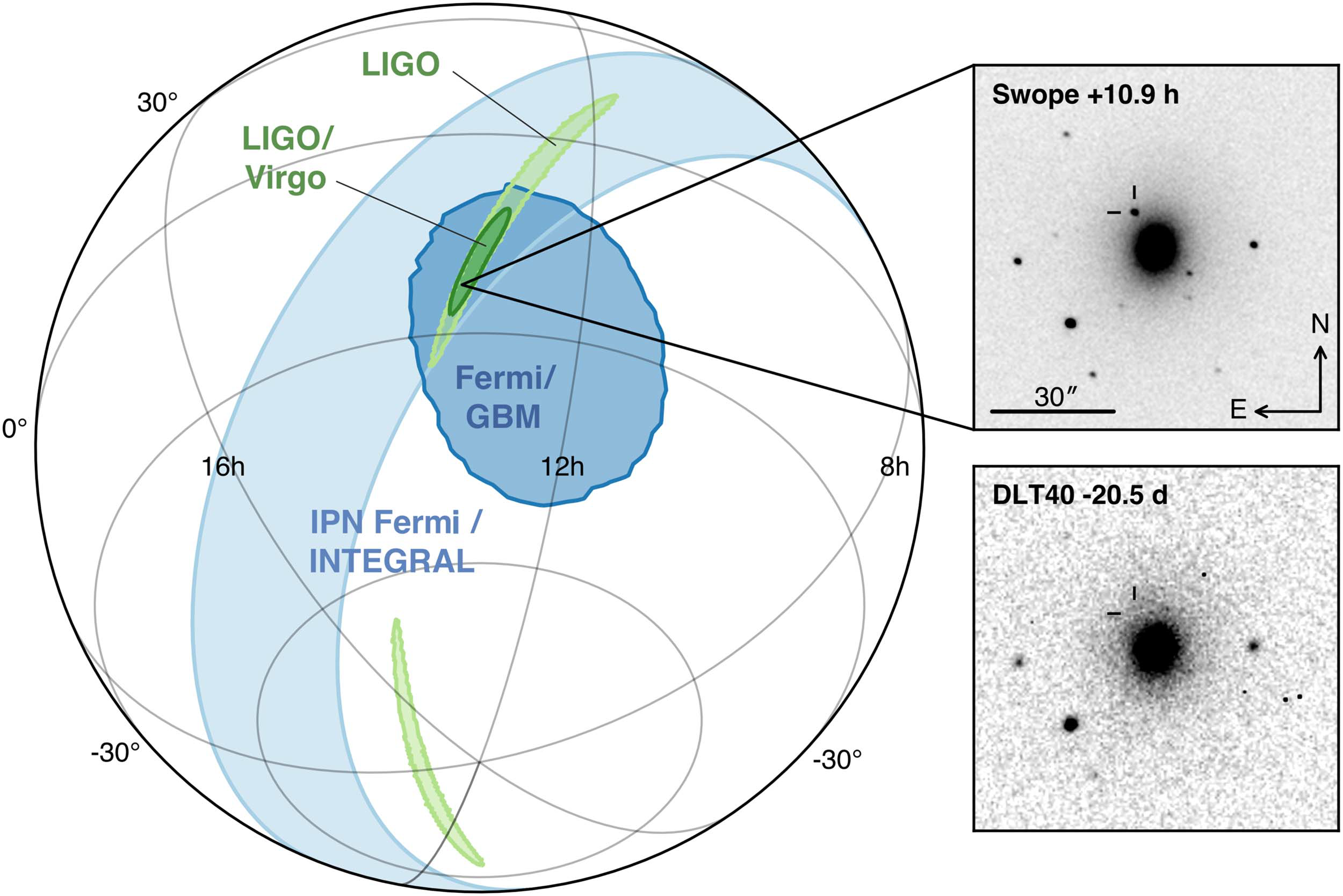
左圖展示出引力波源的幾個90%可靠區域的正投影区域，它們分别来自LIGO（浅绿色），初始LIGO-Virgo定位（深绿色），来自费米与INTEGRAL时间延迟得到的三角定位（浅蓝色），费米GBM（深蓝色）。經過放大後的右上图與右下圖展示了宿主星系NGC 4993的位置，右上圖是并合事件的10.9小时後的斯沃普影像,右下圖是在并合事件的20.5天前的DLT40影像。細十字線標示暫現源的位置。

此次引力波信号持续约100秒，頻率從24赫茲開始，增加至幾百赫茲，呈通常的旋近啁啾模式，最終以相互碰撞並且併合在一起來結束旋近過程，併合的時刻為12:41:04.4 UTC。:2 这个信号首先到达位于意大利的VIRGO探測器，過了22毫秒后到达位于美国路易斯安那州利文斯頓的LIGO探测器，又過了3毫秒后到达位于美国华盛顿州汉福德的LIGO探测器。用來配對引力波信號的波型模板是按照廣義相對論的後牛頓近似理論製成。:3
在併合事件發生的6分鐘之後，對於LIGO汉福德的數據進行的電腦探索分析引發了「觸發」機制，LIGO立即將這單探測器引力波觸發事件信息，通過GCN通知（GCN notice），於13:08:16 UTC發送警報給其他天文學研究團隊。:第2.1節由於在併合事件的約16秒之後，於12:41:20 UTC，Fermi的伽瑪射線暴監視系統（Gamma-ray Burst Monitor，Fermi-GBM）就已探測到伽瑪射線暴，並且Fermi也已發布了GCN通知，宣布探測到伽瑪射線暴，因此「幾乎同時警旗」已自動舉起。約在併合事件的40分鐘之後，於13:21:42 UTC，LIGO/Virgo團隊又發布了GCN報告（GCN circular），宣布非常可能發現了伴隨著伽瑪射線暴的中子星併合事件，還給出大致的引力波源位置。:第2節
對於併合事件的天空定位，需要分析從三個干涉儀獲得的數據。但在分析過程中，由於發生兩個問題，因此延緩了約4.5小時才獲得天空定位。第一個問題是，在併合前幾秒，LIGO利文斯頓的數據出現了短暫噪聲干擾，這是由於儀器噪聲而產生的問題，因此實時分析軟體忽略了信號，必須用手工分析數據，進行「削減措施」，在不影響信號的前提下除去燥聲。第二個問題是，由於技術故障造成VIRGO連續流送數據的中斷，因此延遲了40分鐘，研究員才發現偵測到引力波信號，由於引力波恰巧傳播至VIRGO探測器的盲角附近，所以信號非常微弱，很難被偵測到。在17:54:51 UTC，这三个探测器将信号源定位在南天的一个31平方度的90%可靠區域内。後來，更仔細地計算，將信号源定位在28平方度的90%可靠區域内。

## 偵獲伽瑪射線

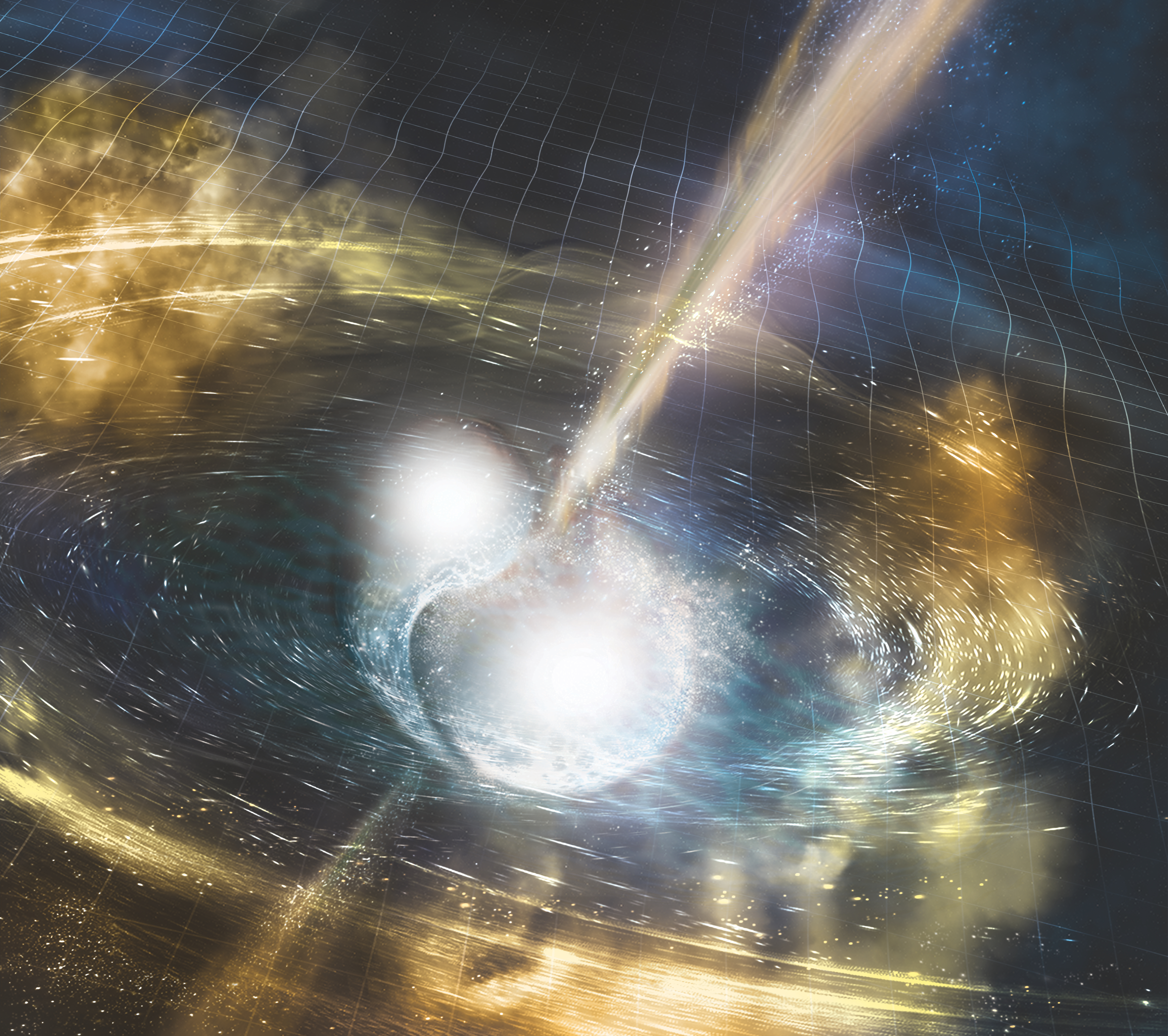
兩個中子星併合的藝術繪圖。

費米伽瑪射線空間望遠鏡（Fermi）最先偵測到伽瑪射線暴「GRB 170817A」，其發生在併合事件之後的 1.7 秒時刻，於12:41:06 UTC，並且持續了2秒。GRB 170817A被分類為短暫伽瑪射線暴。:第2.2節在伽瑪射線暴被偵測到的14秒後，於12:41:20 UTC，Fermi的觸發系統自動發布了GCN通知，宣布探測到伽瑪射線暴，提醒其他研究團隊注意。於13:57:47 UTC，國際伽瑪射線天體物理實驗室（INTEGRAL）也偵測到這伽瑪射線暴。從伽瑪射線暴抵達兩個探測器的時間差，天文學者估算出伽瑪射線暴的大致天空定位，這動作促使對於伽瑪射線暴的準確天空定位獲得改善。:第2.2節
雖然伽瑪射線源NGC 4993離地球不遠，偵測到的信號相當微弱，這可能是因為併合過程所生成的物質噴流不是直接噴向地球，而是與地球視線呈30ﾟ角度。仔細分析Fermi數據可以揭示，GRB 170817A分為兩個組分。第一個組份是主脈波，其時期是從併合事件的0.320秒前至0.256秒後，它的最佳擬合是康普頓化函數，即被指數截止的冪定律。第二個組份是弱尾巴，其緊跟在主脈波之後，累積通量為主脈波的34%，頻譜類似軟黑体頻譜，溫度約為108K。:第2.2節

## 偵獲電磁波

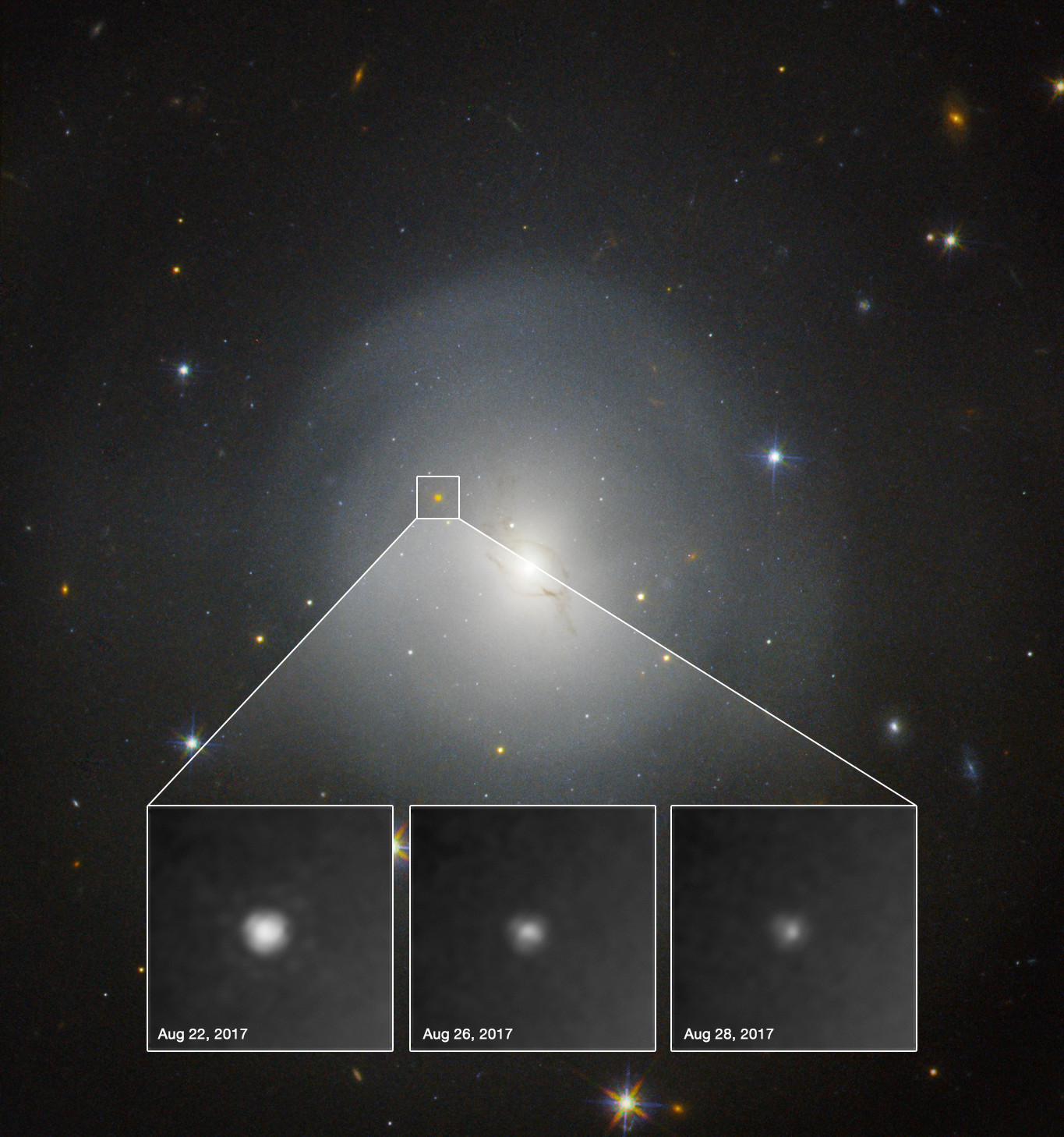
哈勃空间望远镜觀測到千新星的光波，在6天內，從8月22日至28日，緩慢地變得黯淡，如內圖所示。

橫軸為並和事件後之日數，縱軸為兩種星等，曲線圖展示出千新星 GW170817 在通過幾種濾色器後被測量到的光學亮度，不同顏色的曲線展示不同頻率光波的光學亮度。該星體的藍色光快速地變得黯淡，而近紅外線則先稍為變得明亮，然後再緩慢地變得黯淡。在4個星期期間，由於被發射出的各種顏色的光波變暗的速率不同，整個星體的顏色從非常藍變為非常紅。

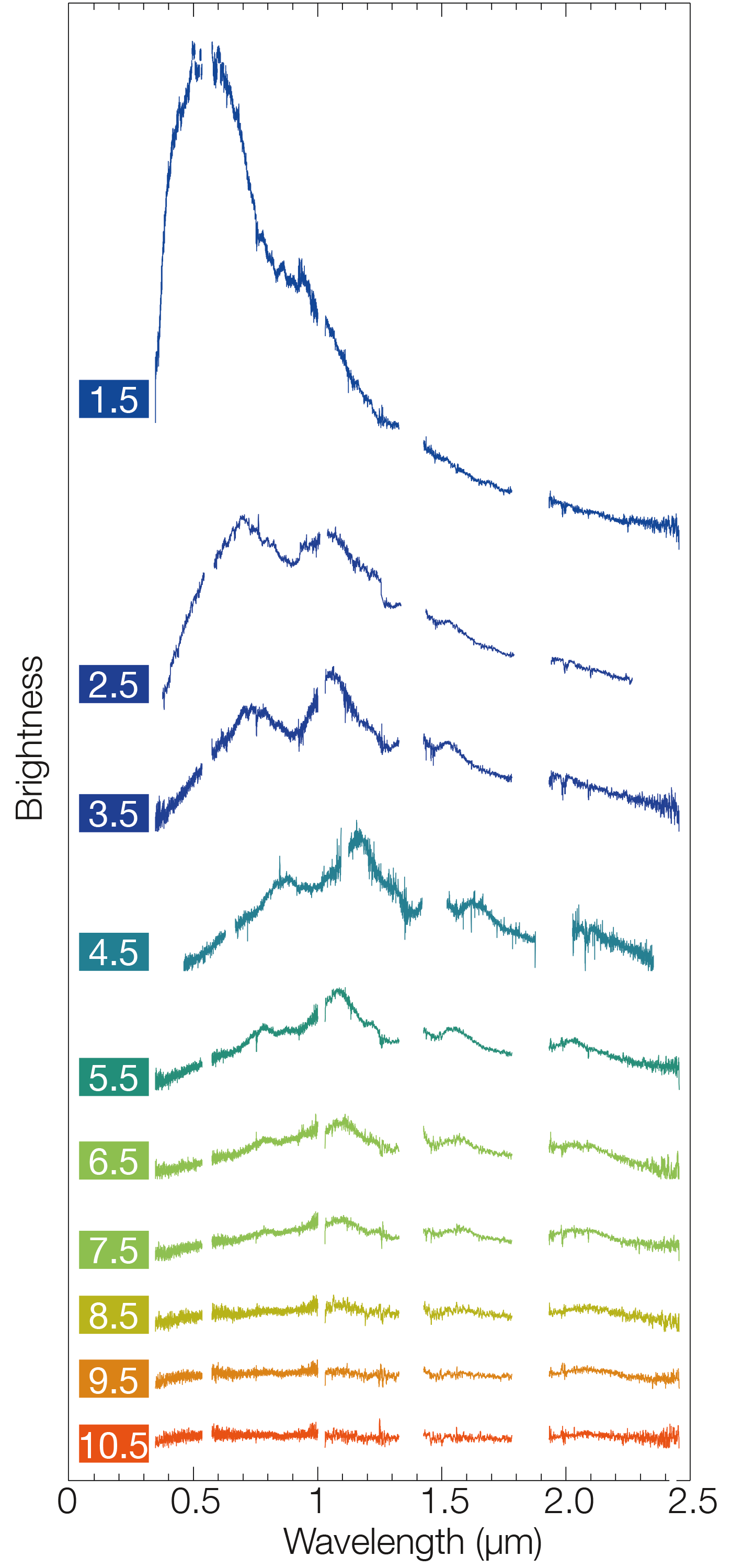
甚大望遠鏡的X射線相機拍攝到的頻譜合成圖展示出，星系NGC 4993的千新星在被偵測到之後的12天時期裡的變化。每一組頻譜包括從近紫外線至近紅外線的各種電磁頻帶，它們共同揭露了星體隨著亮度變得黯淡而怎樣變得更紅。

被發布給其他研究團隊的一系列通知與報告，包括於 13:21 UTC 發布的伽瑪射線暴與引力波觸發的GCN報告，以及於 17:54 UTC 發布的三台 LIGO 引力波探測器所給出的天空定位GCN報告，促使了很多巡天調查與機器人望遠鏡立即進行大規模探索。由於探索區域相當廣泛，約為月球覆蓋天空區域的150倍，而且在那時期，探索區域離太陽的角距離很近，因此只剩下在黃昏之後的幾個小時內可以用來做觀測，因為探索區域會很快地降到地平線以下。
最先偵測到併合事件所伴隨的可見光的團隊是斯沃普超新星巡天（Swope Supernova Survey，SSS）。在併合事件的10.87小時之後，斯沃普超新星巡天利用位於拉斯坎帕納斯天文台，運作波段為近紅外線的1米直徑斯沃普望遠鏡，在NGC 4993影像裡找到了光學暫現源的蹤跡。在這時刻的1小時內，並且在SSS團隊發布訊息之前，另外還有5個團隊也拍攝到暫現源的蹤跡。它們分別是小於40百萬秒差距巡天、可見光和紅外巡天望遠鏡、暗能量照相機、拉斯康柏瑞斯天文台、大師全球程控網。斯沃普超新星巡天團隊將這光學暫現源命名為「SSS17a」，後來被國際天文學聯合會（IAU）正式命名為「AT 2017gfo」。:5-6
SSS團隊對於LIGO給出的天空區域進行巡天，找到了一個新的暫現源和其所位居的宿主星系，並且給出的離地球距離跟單獨使用引力波所估算出的距離相符合。由於已偵測到光學源，因此定位的準確性獲得大量改善，不確定性從幾十角度減低至0.0001角度，所以很多大型地基望遠鏡與空間望遠鏡能夠在之後的幾周持續地觀測光學源。在併合事件的15.3小時候，雨燕衛星開始偵測到明亮的紫外線。:6
在之後兩天裡，隨著光學源的擴張與降溫，光學源所發射出紫外線與藍色光變得黯淡，近紅外線變得更為明亮。約一個星期後，紅色光與近紅外線也開始變得黯淡。:6在併合事件的9天後，钱德拉X射线天文台開始偵測到X射線；16天後，美國紐墨西哥州的甚大天線陣開始偵測到无线电波。多過70個電磁波天文台觀測到併合事件。
在首先偵測到光學源的30分鐘後，SSS團隊又首先獲得了光學源的頻譜，其在 4000 與 10000 Å （ 400-1000nm ）之間顯示出藍色與無特徵的連續性波段，符合黑体模型的冪定律。藍色與無特徵的連續性波段常見於激變變星與初期的核心塌縮超新星，因此雖然不很尋常，但也不是史無前例的行為。:7在併合事件的1.46天後，才出現明顯的特徵。對於頻譜做黑体模型分析，可以得到以下結果：在併合事件的 11.75小時之後的1小時期間，光球半徑約從 3.3×1012m增加至 4.1×1012m，溫度約從 11000K降低至 9300K，光球速度為光速的 30%；:2
AT 2017gfo的確是GW170817的後果，這可以由幾個強而有力的證據來證實：:5
1. 光學源的顏色演化與頻譜不同於其它任何已知超新星。
2. 宿主星系的距離與引力波探測器的獨立估算相符合。
3. 在引力波探測器的天空定位區域沒有發現任何其它光學源。
4. 在併合事件發生前的各種影像存檔裡，在AT 2017gfo的位置並沒有找到任何星體，因此排除該星體是在銀河系裡的前景變星的可能。

## 偵測微中子
在觀測到GW170817的消息被發布之後，IceCube微中子觀測站、心宿二微中子觀測站與皮埃爾·奧杰觀測站都嘗試探測伴隨的高能量微中子，然而在併合事件發生的500秒前後期間與14天期間，它們都沒有觀測到顯著的來自於GW170817的微中子。學者認為，這是因為微中子噴流的噴射方向並不是指向地球，而是與波源地球軸線呈大角度的差角距。假若能夠探測到微中子，則可揭露更多關於合併事件的信息，例如，併合事件所涉及到的強子的能量與密度、能量耗散機制。:27

## 併合細節
這次事件的引力波相當響亮，是至今為止（2018年）最響亮的一次，總信噪比為32.4。虛警率為每8.0×104年一次。從分析觀測到的引力波數據，可以推論，這併合事件是因兩個中子星對撞而成，對撞速度約為光速的1/3。假設自轉很快，則在90%可靠區域之內，總質量為2.82+0.47
−0.09 M☉，兩個中子星的質量分別為1.36至2.26 M☉之間、0.86至1.36 M☉之間。根據先前觀察到的中子雙星數據，假設自轉很慢，則在90%可靠區域之內，總質量為2.74+0.04
−0.01 M☉，兩個中子星的質量分別為1.36至1.60 M☉之間、1.17至1.36 M☉之間。啁啾質量是對於引力波信號做分析能夠獲得的關於量度質量的最佳變量。GW170817的啁啾質量為1.188+0.004
−0.002 M☉。:2, 5:3-4

## 科學重要性
在天文學裡，GW170817是劃時代的里程碑事件。在正式宣布合併事件的那一天，也發布了很多相關的初步研究論文，這包括在《科學》裡的8篇論文，在《自然》裡的6篇論文，在《天文物理期刊通訊》的一集特刊裡的32篇論文。這次併合事件是舉世矚目的科學大事，吸引了全世界共襄盛舉。在描述關於這併合事件的多信使觀測的一篇論文《對於中子雙星併合的多信使觀測》裡，一共有來自於超過900所研究機構的接近4000名天文學者參與共同執筆，大約為天文學社群成員的三分之一。超過70台陸基或空基天文台的望遠鏡對於這次事件進行觀測。
GW170817是首次被偵測到發射引力波的中子星併合事件，它揭示中子星併合確實會發生，並且證實了中子星併合導致短暫伽瑪射線暴與千新星。GW170817也是首次被偵測到兼然發射引力波與電磁輻射的天文事件，因此將引力波的觀測與天文學其它領域連結在一起。這關鍵的連結可以用來給出另一種量度宇宙膨脹速率的方法，從而確認或校正先前用其它方法獲得的結果。GW170817還可以排除某些廣義相對論的替代理論。:19-21長久以來，學者就猜想，假設參與併合的兩個緻密星體之中，至少有一個是中子星，則這併合事件會產生一大籮筐的電磁現象。如今，GW170817已被偵測到發射無線電波、紅外線、可見光、紫外線、X射線、伽瑪射線，因此證實了學者的猜想無誤。不單如此，GW170817能夠對於併合事件給出更為詳細的描述：從觀測獲得的電磁現象數據，學者能夠對於併合事件給予準確定位，並且辨認出它的寄主星系，還能夠研究併合事件所排放出物質的物理行為，例如，相對論性噴流與非相對論性噴出物的來龍去脈。
這次併合事件對於短暫伽瑪射線暴給出解釋。自從1990年代以來，學者就已認為，短暫伽瑪射線暴是來自於中子星併合，然而苦無實證。現在，經過這次併合事件，學者終於可以斷言，任何伴隨著引力波事件的伽瑪射線暴應是源自於中子星併合。由於這次短暫伽瑪射線暴事件發生的位置比先前任何類似事件近十倍，因此學者可以更容易研究其物理行為。然而，偵測到的信號相當微弱，這可能是因為併合過程所生成的物質噴流不是直接噴向地球，因此學者表示，很多伽瑪射線暴的信號顯得很微弱的原因，不是因為他們離地球很遠，而是因為它們的噴流方向不是直接朝向地球。
這次併合事件證實了千新星存在，更詳細地說，千新星是因中子星併合而產生的天文現象。中子雙星的旋近與併合會排放出很多豐中子的原子核，其會通過一系列捕獲中子而快速增長，然後又通過放射性衰變快速變為另一種化學元素，這過程稱為R过程。千新星的驅動倚賴的就是R过程的放射性衰變。之前於2013年6月，學者曾經觀察到一次千新星，但是由於發生位置離地球很遠，因此信號極為微弱。這次千新星的信號很強烈，非常明顯地展示出中子雙星併合後的R过程。另外，在中子雙星四周的排放物質因R过程而發射出的大量光波，會因為重元素吸收藍波段而變得越來越紅。令人驚訝的是，這次千新星所展示出的行為跟理論預測相當一致。
比鐵元素還重的元素，例如金元素、銀元素與白金元素等等，到底是來自何處，是超新星還是千新星？這是一個長久困惑學者的謎題。這次併合事件徹底地解答了這個謎題，即很可能所有的重元素都是源自於千新星的R过程。學者估算，這次事件製成的重元素約為6 %M☉，其中，金元素約佔200 M🜨、白金元素約佔500 M🜨。對於中子星合併能夠製成所有宇宙的金元素、白金元素的理論，以及中子星合併能夠製成約一半數量所有比鐵元素還重的元素的理論，這次事件的實驗數據提供了強力支持。
對於電磁波與引力波之間的波速差，GW170817給出上限。假定第一顆光子的發射時間是在引力波發射峰值時間之後的1秒至10秒之間，則引力波與電磁波之間的波速差 vGW − vEM 被限制在光速乘以 −3×10−15 與 +7×10−16 之間，比先前的上限改善了14個數量級。GW170817可以用來檢試等效原理（通過引力时间延迟效应測量）與勞侖茲協變性。 對於這次併合事件的觀測，促使勞侖茲協變性破壞的某些極限大約降低了十個數量級。
廣義相對論無法對於宇宙加速膨脹給出解釋，因此，很多種替代理論試圖以暗能量的概念來解釋宇宙加速膨脹。GW170817排除了某些替代理論。例如，嚴格約束純量-張量理論與郝拉法引力、對於雙度規理論設定引力子質量上限、駁回暗物質仿真理論。GW170817還證實，傳播於時空的引力波，也會如同電磁波一般，被暗物質彎曲時空的效應所影響。總括而言，由於GW170817對於引力波與電磁波的波速差所給出的嚴格限制，任何新式的替代理論，必須假設引力波與電磁波的傳播速度相等。
像GW170817 這一類的引力波信號可以被用為標準警笛，其能給出另一種量度哈勃常數的方法。使用這方法，初步估計哈勃常數為70.0+12.0
−8.0 km/s，大致與當今最佳估算相符合。